# James Barnes (general)
James Barnes (28. december 1801 – 12. februar 1869) var en jernbane leder og general i Unionshæren under der amerikanske borgerkrig.

## Tidlige år
Barnes blev født i Boston, Massachusetts. Han gik på Boston Latin School og tog eksamen på West Point i 1829, i samme årgang som Robert E. Lee. I en alder af 28 var han imidlertid ældre end de fleste færdige kadetter og var nr. 5 i en årgang af 46 kadetter. Han blev udnævnt til midlertidig sekondløjtnant i 4th U.S. Artillery, men brugte hovedparten af sin tid i hæren som instruktør i taktik og fransk på West Point.
Barnes trådte ud af hæren den 31. juli 1836 for at blive jernbaneingeniør og i 1839 var han tilsynsførende på Boston and Albany Railroad, et job han beholdt i 22 år.

## Tjeneste i borgerkrigen
Den 26. juli 1861 blev Barnes udpeget til oberst i 18. Massachusetts Regiment. Han og hans regiment var en del af Army of the Potomac under Peninsula kampagnen, men kom ikke i kamp. Under Syvdagesslaget blev 18. regiment placeret som bagtrop, og Barnes kom ikke i kamp. Hans brigadechef, brigadegeneral John Martindale, blev frataget sin post efter slaget ved Malvern Hill og Barnes blev den nye chef for 1. Brigade i 1. Division i V Korps den 10. juli 1862. Af ukendte årsager var Barnes ikke tilstede med sin brigade under det andet slag ved Bull Run, og selv om V Korps marcherede til Slaget ved Antietam blev det holdt i reserve og kom ikke i kamp. Under Lees tilbagetrækning til Virginia kom Barnes første gang i kamp, da hans brigade blev angrebet af bagtroppen af den konfødererede hær, hvilket resulterede i at over 200 mand blev skudt eller druknede i Potomacfloden og over 100 flere blev taget til fange.
I slaget ved Fredericksburg i december udmærkede Barnes sig for den første gang da han førte sin brigade i et af de sidste angreb mod konfødererede positioner på Marye's Heights. Hans divisionschef skrev efter slaget: "James Barnes ... er berettiget til særlig omtale for sin koldblodighed, energi og klare evner." I Slaget ved Chancellorsville, gentog det gamle mønster sig, og V Korps blev holdt i reserve. Den 29. november 1862 blev Barnes forfremmet til Brigadegeneral. Efter slaget blev hans divisionschef Charles Griffin syg og Barnes overtog kommandoen over 1. Division den 26. december 1862.
I 1863 slog Barnes' division lejr ved Union Mills i Maryland på vej til Pennsylvania, hvor slaget ved Gettysburg ville vise sig at være den mest betydningsfulde kamp i hans karriere. Han nye divisionschef, som nu var 61 år gammel (ældre end nogen anden tilstedeværende Unionsgeneral bortset fra brigadegeneral George S. Greene), ankom tidligt om morgenen den 2.dag, 2. juli 1863, sammen med resten af V Korps. Under det massive angreb på Unionens venstre flanke samme eftermiddag blev en af Barnes' brigader, under oberst Strong Vincent, sendt videre for at forsvare flanken på Little Round Top. Brigaden klarede sig strålende, men Barnes havde egentlig ikke noget at gøre med dens handlinger og beslutningen om at sende den derhen.
Barnes blev personligt involveret med sine andre to brigader, som blev sendt af sted for at forstærke Unionens linje i Hvedemarken, og her tog hans karriere et hurtigt styrtdyk. Han blev efter slaget kritiseret for at have trukket sine to brigader under obersterne Jacob B. Sweitzer og William S. Tilton 300 meter tilbage fra hvedemarken uden tilladelse – trods protester fra generaler på begge hans flanker. Da forstærkninger ankom fra II Korps gav generalmajor David B. Birney ordre til at Barnes' mænd skulle lægge sig ned mens brigaden under brigadegeneral Samuel K. Zook marcherede hen over dem. Sweitzer's brigade blev sendt ind i hvedemarken, hvor den blev angrebet i flanken af et andet konfødereret angreb under ledelse af brigadegeneral William T. Wofford. Hjælpere kunne ikke opspore Barnes i nærheden af sine tropper. Senere på dagen blev Barnes såret i benet, og selv om det helede, kom han ikke tilbage til aktiv tjeneste.
Efter at være kommet sig over sit sår tilbragte Barnes resten af krigen med garnisonstjeneste i Virginia og Maryland. Dette omfattede kommandoen over distriktet St. Mary's, Maryland, som indeholdt krigsfangelejren ved Point Lookout. Lige inden krigen sluttede blev han udnævnt til midlertidig generalmajor den 13. marts 1865. Han afmønstrede fra den frivillige hær den 15. januar 1866.

## Efter krigen
Efter krigen vendte Barnes tilbage til sin profession som jernbaneingeniør og var et medlem af den regeringskommission, som overvågede bygningen af Union Pacific Railroad. Barnes døde i Springfield i Massachusetts, og ligger begravet der på Springfield Cemetery.

## Eksterne links
- 18th Massachusetts Volunteer Infantry Website Arkiveret 7. august 2020 hos  Wayback Machine
- Touch the Elbow – Blogging the Civil War by researchers of the 18th Massachusetts